# Campionato mondiale di hockey su ghiaccio Under-20 2016
Il 40º Campionato mondiale di hockey su ghiaccio U-20 è stato assegnato dall'International Ice Hockey Federation alla Finlandia, che lo ha ospitato nella capitale Helsinki nel periodo tra il 26 dicembre 2015 e il 5 gennaio 2016. Questa è stata la sesta volta che il paese nordico ha organizzato il torneo dopo le edizioni del 1980, del 1985, del 1990, del 1998 e del 2004. Nella finale la Finlandia ha sconfitto la Russia per 4-3 all'overtime e si è aggiudicata il quarto titolo di categoria, tornando al successo dopo il titolo del 2014. Nella finale per il terzo posto invece gli Stati Uniti hanno sconfitto la Svezia per 8-3 conquistando così la medaglia di bronzo.

## Campionato di gruppo A

### Stadi
- L'Hartwall-areena di Helsinki è un'arena polivalente progettata nel 1994 e inaugurata nel 1997. Ospita le partite casalinghe dello Jokerit, squadra militante nella KHL. Per gli incontri di hockey su ghiaccio la capienza massima è di 13.506 posti a sedere. Ospiterà le partite del Girone B, due quarti di finale, le semifinali e le due finali.[4]
- L'Helsingin jäähalli di Helsinki è un'arena polivalente inaugurata nel 1966. Ospita le partite casalinghe dell'HIFK, squadra militante nella Liiga. Per gli incontri di hockey su ghiaccio la capienza massima è di 8.200 posti a sedere. Ospiterà le partite del Girone A, due quarti di finale e lo spareggio.[4]

### Partecipanti
Al torneo prendono parte 10 squadre:
| 8 dall'Europa     | Bielorussia | Danimarca   | Finlandia | Rep. Ceca |  |
| 8 dall'Europa     | Russia      | Slovacchia  | Svezia    | Svizzera  |  |
| 2 dal Nordamerica | Canada      | Stati Uniti |           |           |  |

### Gironi preliminari
Le quattro migliori squadre di ciascun girone accedono ai quarti di finale, mentre le due squadre giunte all'ultimo posto in classifica si sfidano in uno spareggio al meglio delle tre gare per evitare la retrocessione in Prima Divisione.

#### Girone A
| Helsinki 26 dicembre 2015, ore 16:00 UTC+2 | Svizzera | 3 – 8 (1-3; 1-3; 1-2) referto | Svezia | Helsingin jäähalli (5.600 spett.) |

| Helsinki 26 dicembre 2015, ore 20:00 UTC+2 | Stati Uniti | 4 – 2 (0-0; 1-1; 3-1) referto | Canada | Helsingin jäähalli (6.112 spett.) |

| Helsinki 27 dicembre 2015, ore 20:00 UTC+2 | Danimarca | 2 – 1 (0-1; 0-0; 2-0) referto | Svizzera | Helsingin jäähalli (1.596 spett.) |

| Helsinki 28 dicembre 2015, ore 16:00 UTC+2 | Svezia | 1 – 0 (0-0; 1-0; 0-0) referto | Stati Uniti | Helsingin jäähalli (5.415 spett.) |

| Helsinki 28 dicembre 2015, ore 20:00 UTC+2 | Canada | 6 – 1 (1-1; 4-0; 1-0) referto | Danimarca | Helsingin jäähalli (5.891 spett.) |

| Helsinki 29 dicembre 2015, ore 20:00 UTC+2 | Svizzera       | 2 – 3 (d.t.s.) (2-1; 0-1; 0-0; 0-0) referto | Canada | Helsingin jäähalli (3.522 spett.) |
| Shootout 0 – 1                             |                |                                             |        |                                   |
|                                            |                |                                             |        |                                   |
|                                            | Shootout 0 – 1 |                                             |        |                                   |

| Helsinki 30 dicembre 2015, ore 16:00 UTC+2 | Svezia | 5 – 0 (2-0; 1-0; 2-0) referto | Danimarca | Helsingin jäähalli (4.193 spett.) |

| Helsinki 30 dicembre 2015, ore 20:00 UTC+2 | Stati Uniti | 10 – 1 (6-0; 4-1; 0-0) referto | Svizzera | Helsingin jäähalli (3.701 spett.) |

| Helsinki 31 dicembre 2015, ore 16:00 UTC+2 | Danimarca | 1 – 4 (1-1; 0-1; 1-2) referto | Stati Uniti | Helsingin jäähalli (5.128 spett.) |

| Helsinki 31 dicembre 2015, ore 20:00 UTC+2 | Canada | 2 – 5 (1-2; 0-1; 1-2) referto | Svezia | Helsingin jäähalli (7.003 spett.) |

| Pos. |             | PG | V | VOT | POT | P | GF | GS | DR  | Pt |
| 1.   | Svezia      | 4  | 4 | 0   | 0   | 0 | 19 | 5  | +14 | 12 |
| 2.   | Stati Uniti | 4  | 3 | 0   | 0   | 1 | 18 | 5  | +13 | 9  |
| 3.   | Canada      | 4  | 1 | 1   | 0   | 2 | 13 | 12 | +1  | 5  |
| 4.   | Danimarca   | 4  | 1 | 0   | 0   | 3 | 4  | 16 | -12 | 3  |
| 5.   | Svizzera    | 4  | 0 | 0   | 1   | 3 | 7  | 23 | -16 | 1  |

#### Girone B
| Helsinki 26 dicembre 2015, ore 14:00 UTC+2 | Rep. Ceca      | 1 – 2 (d.t.s.) (0-0; 1-0; 0-1; 0-0) referto | Russia | Hartwall-areena (10.106 spett.) |
| Shootout 0 – 1                             |                |                                             |        |                                 |
|                                            |                |                                             |        |                                 |
|                                            | Shootout 0 – 1 |                                             |        |                                 |

| Helsinki 26 dicembre 2015, ore 18:00 UTC+2 | Finlandia | 6 – 0 (0-0; 1-0; 5-0) referto | Bielorussia | Hartwall-areena (12.222 spett.) |

| Helsinki 27 dicembre 2015, ore 16:00 UTC+2 | Bielorussia | 2 – 4 (1-1; 1-1; 0-2) referto | Slovacchia | Hartwall-areena (1.472 spett.) |

| Helsinki 28 dicembre 2015, ore 14:00 UTC+2 | Slovacchia | 0 – 2 (0-0; 0-1; 0-1) referto | Rep. Ceca | Hartwall-areena (8.998 spett.) |

| Helsinki 28 dicembre 2015, ore 18:00 UTC+2 | Russia | 6 – 4 (1-2; 4-1; 1-1) referto | Finlandia | Hartwall-areena (12.526 spett.) |

| Helsinki 29 dicembre 2015, ore 16:00 UTC+2 | Bielorussia | 1 – 4 (0-3; 0-0; 1-1) referto | Russia | Hartwall-areena (2.342 spett.) |

| Helsinki 30 dicembre 2015, ore 14:00 UTC+2 | Rep. Ceca | 5 – 3 (1-0; 1-3; 3-0) referto | Bielorussia | Hartwall-areena (8.456 spett.) |

| Helsinki 30 dicembre 2015, ore 18:00 UTC+2 | Slovacchia | 3 – 8 (2:1; 0:2; 1:5) referto | Finlandia | Hartwall-areena (12.723 spett.) |

| Helsinki 31 dicembre 2015, ore 14:00 UTC+2 | Russia | 2 – 1 (1-0; 1-1; 0-0) referto | Slovacchia | Hartwall-areena (6.497 spett.) |

| Helsinki 31 dicembre 2015, ore 18:00 UTC+2 | Finlandia | 5 – 4 (0-0; 3-3; 2-1) referto | Rep. Ceca | Hartwall-areena (12.198 spett.) |

| Pos. |             | PG | V | VOT | POT | P | GF | GS | DR  | Pt |
| 1.   | Russia      | 4  | 3 | 1   | 0   | 0 | 14 | 7  | +7  | 11 |
| 2.   | Finlandia   | 4  | 3 | 0   | 0   | 1 | 23 | 13 | +10 | 9  |
| 3.   | Rep. Ceca   | 4  | 2 | 0   | 1   | 1 | 12 | 10 | +2  | 7  |
| 4.   | Slovacchia  | 4  | 1 | 0   | 0   | 3 | 8  | 14 | -6  | 3  |
| 5.   | Bielorussia | 4  | 0 | 0   | 0   | 4 | 6  | 19 | -13 | 0  |

### Spareggio per non retrocedere
Le ultime due classificate di ogni raggruppamento si sfidano al meglio delle tre gare. La perdente dello spareggio viene retrocessa in Prima Divisione.
| Helsinki 2 gennaio 2016, ore 12:00 UTC+2 | Svizzera | 5 – 1 (1-1; 2-0; 2-0) referto | Bielorussia | Helsingin jäähalli (453 spett.) |

| Helsinki 3 gennaio 2016, ore 12:00 UTC+2 | Bielorussia | 2 – 6 (2-3; 0-3; 0-0) referto | Svizzera | Helsingin jäähalli (748 spett.) |

### Fase a eliminazione diretta
|  | Quarti di finale | Quarti di finale | Quarti di finale |             |           | Semifinali  | Semifinali  | Semifinali |        |                 | Finale          | Finale          | Finale |  |
|  |                  |                  |                  |             |           |             |             |            |        |                 |                 |                 |        |  |
|  | A1               | Svezia           | 6                |             |           |             |             |            |        |                 |                 |                 |        |  |
|  | A1               | Svezia           | 6                |             |           |             |             |            |        |                 |                 |                 |        |  |
|  | B4               | Slovacchia       | 0                |             |           |             |             |            |        |                 |                 |                 |        |  |
|  | B4               | Slovacchia       | 0                |             | Svezia    | Svezia      | 1           |            |        |                 |                 |                 |        |  |
|  |                  |                  |                  |             | Svezia    | Svezia      | 1           |            |        |                 |                 |                 |        |  |
|  |                  |                  | Finlandia        | Finlandia   | 2         |             |             |            |        |                 |                 |                 |        |  |
|  | B2               | Finlandia        | Finlandia        | Finlandia   | 2         | 6           |             |            |        |                 |                 |                 |        |  |
|  | B2               | Finlandia        |                  |             |           |             |             |            |        |                 |                 |                 |        |  |
|  | A3               | Canada           | 5                |             |           |             |             |            |        |                 |                 |                 |        |  |
|  | A3               | Canada           | 5                |             | Finlandia | Finlandia   | 4           |            |        |                 |                 |                 |        |  |
|  |                  |                  |                  |             |           |             |             |            |        |                 |                 |                 |        |  |
|  |                  |                  | Russia           | Russia      | 3         |             |             |            |        |                 |                 |                 |        |  |
|  | B1               | Russia           | Russia           | Russia      | 3         | 4           |             |            |        |                 |                 |                 |        |  |
|  | B1               | Russia           |                  |             |           | 4           |             |            |        |                 |                 |                 |        |  |
|  | A4               | Danimarca        | 3                |             |           |             |             |            |        |                 |                 |                 |        |  |
|  | A4               | Danimarca        | 3                |             | Russia    | Russia      | 2           |            |        | Finale 3º posto | Finale 3º posto | Finale 3º posto |        |  |
|  |                  |                  |                  |             | Russia    | Russia      | 2           |            |        |                 |                 |                 |        |  |
|  |                  |                  | Stati Uniti      | Stati Uniti | 1         |             |             |            |        |                 |                 |                 |        |  |
|  | A2               | Stati Uniti      | Stati Uniti      | Stati Uniti | 1         | 7           |             |            | Svezia | Svezia          | 3               |                 |        |  |
|  | A2               | Stati Uniti      |                  |             |           |             |             |            | Svezia | Svezia          | 3               |                 |        |  |
|  | B3               | Rep. Ceca        | 0                |             |           | Stati Uniti | Stati Uniti | 8          |        |                 |                 |                 |        |  |

#### Quarti di finale
| Helsinki 2 gennaio 2016, ore 14:00 UTC+2 | Russia | 4 – 3 (d.t.s.) (1-0; 0-2; 2-1; 1-0) referto | Danimarca | Hartwall-areena (8.869 spett.) |

| Helsinki 2 gennaio 2016, ore 16:00 UTC+2 | Svezia | 6 – 0 (2-0; 1-0; 3-0) referto | Slovacchia | Helsingin jäähalli (3.796 spett.) |

| Helsinki 2 gennaio 2016, ore 18:00 UTC+2 | Finlandia | 6 – 5 (1-2; 3-1; 2-2) referto | Canada | Hartwall-areena (13.016 spett.) |

| Helsinki 2 gennaio 2016, ore 20:00 UTC+2 | Stati Uniti | 7 – 0 (2-0; 3-0; 2-0) referto | Rep. Ceca | Helsingin jäähalli (3.113 spett.) |

#### Semifinali
| Helsinki 4 gennaio 2016, ore 16:00 UTC+2 | Svezia | 2 – 1 (1-0; 0-2; 0-0) referto | Finlandia | Hartwall-areena (13.340 spett.) |

| Helsinki 4 gennaio 2016, ore 20:00 UTC+2 | Russia | 2 – 1 (0-1; 2-0; 0-0) referto | Stati Uniti | Hartwall-areena (11.812 spett.) |

#### Finale per il 3º posto
| Helsinki 5 gennaio 2016, ore 16:00 UTC+2 | Svezia | 3 – 8 (2-2; 0-4; 1;2) referto | Stati Uniti | Hartwall-areena (10.889 spett.) |

#### Finale
| Helsinki 5 gennaio 2016, ore 20:30 UTC+2 | Finlandia | 4 – 3 (d.t.s.) (0-1; 0-0; 3-2) referto | Russia | Hartwall-areena (13.479 spett.) |

### Classifica marcatori
| Giocatore          | PG | G | A  | Pt | +/- | MP |
| ------------------ | -- | - | -- | -- | --- | -- |
| Jesse Puljujärvi   | 7  | 5 | 12 | 17 | +8  | 6  |
| Sebastian Aho      | 7  | 5 | 9  | 14 | +9  | 4  |
| Patrik Laine       | 7  | 7 | 6  | 13 | +8  | 6  |
| Auston Matthews    | 7  | 7 | 4  | 11 | +6  | 2  |
| Matthew Tkachuk    | 7  | 4 | 7  | 11 | +7  | 6  |
| Alexander Nylander | 7  | 4 | 5  | 9  | +5  | 0  |
| Zach Werenski      | 7  | 2 | 7  | 9  | +10 | 4  |
| Denis Malgin       | 6  | 1 | 8  | 9  | -1  | 6  |
| Olli Juolevi       | 7  | 0 | 9  | 9  | +6  | 4  |
| Christian Dvorak   | 7  | 3 | 5  | 8  | +8  | 0  |

### Classifica portieri
| Giocatore        | Min    | TC  | GS | SO | MGS  | Sv%   |
| ---------------- | ------ | --- | -- | -- | ---- | ----- |
| Linus Söderström | 295:28 | 132 | 7  | 2  | 1.42 | 94.70 |
| Alex Nedeljkovic | 325:52 | 157 | 9  | 1  | 1.66 | 94.27 |
| Thomas Lillie    | 185:00 | 117 | 10 | 0  | 3.24 | 91.45 |
| Kaapo Kähkönen   | 214:13 | 99  | 9  | 0  | 2.52 | 90.91 |
| Adam Huska       | 292:30 | 188 | 19 | 0  | 3.90 | 89.89 |

### Classifica finale
| Pos | Squadra     |
| --- | ----------- |
| 1   | Finlandia   |
| 2   | Russia      |
| 3   | Stati Uniti |
| 4   | Svezia      |
| 5   | Rep. Ceca   |
| 6   | Canada      |
| 7   | Slovacchia  |
| 8   | Danimarca   |
| 9   | Svizzera    |
| 10  | Bielorussia |

| Promossa nel Gruppo A:         | Lettonia    |
| Retrocessa in Prima Divisione: | Bielorussia |

#### Riconoscimenti
Riconoscimenti individuali
| Premio                  | Giocatore        |
| ----------------------- | ---------------- |
| Miglior giocatore (MVP) | Jesse Puljujärvi |
| Miglior portiere        | Linus Söderström |
| Miglior difensore       | Zach Werenski    |
| Miglior attaccante      | Jesse Puljujärvi |

All-Star Team

| Attacco:  | Jesse Puljujärvi - Patrik Laine - Auston Matthews |
| Difesa:   | Olli Juolevi - Zach Werenski                      |
| Portiere: | Linus Söderström                                  |

## Prima Divisione
Il Campionato di Prima Divisione si è svolto in due gironi all'italiana. Il Gruppo A ha giocato a Vienna, in Austria, fra il 13 e il 19 dicembre 2015. Il Gruppo B ha giocato a Megève, in Francia, fra il 12 e il 18 dicembre 2015:

### Gruppo A
| Pos. |            | PG | V | VOT | POT | P | GF | GS | DR  | Pt |
| 1.   | Lettonia   | 5  | 4 | 1   | 0   | 0 | 20 | 7  | +13 | 14 |
| 2.   | Austria    | 5  | 3 | 0   | 0   | 2 | 18 | 18 | 0   | 9  |
| 3.   | Kazakistan | 5  | 2 | 1   | 0   | 2 | 21 | 13 | +8  | 8  |
| 4.   | Norvegia   | 5  | 1 | 1   | 2   | 1 | 21 | 14 | +7  | 7  |
| 5.   | Germania   | 5  | 2 | 0   | 1   | 2 | 10 | 14 | -4  | 7  |
| 6.   | Italia     | 5  | 1 | 0   | 1   | 3 | 5  | 29 | -24 | 0  |

| Promossa nel Gruppo A: Lettonia | Retrocessa in Prima Divisione B: Italia |

### Gruppo B
| Pos. |             | PG       | V        | VOT      | POT      | P        | GF       | GS       | DR       | Pt       |
| 1.   | Francia     | 4        | 2        | 1        | 0        | 1        | 17       | 9        | +8       | 8        |
| 2.   | Polonia     | 4        | 2        | 1        | 0        | 1        | 15       | 10       | +5       | 8        |
| 3.   | Regno Unito | 4        | 2        | 0        | 1        | 1        | 13       | 16       | -3       | 8        |
| 4.   | Ucraina     | 4        | 1        | 0        | 2        | 1        | 9        | 10       | -1       | 5        |
| 5.   | Slovenia    | 4        | 0        | 0        | 1        | 3        | 6        | 15       | -9       | 1        |
| 6.   | Giappone    | Ritirato | Ritirato | Ritirato | Ritirato | Ritirato | Ritirato | Ritirato | Ritirato | Ritirato |

| Promossa in Prima Divisione A: Francia | Retrocesso in Seconda Divisione A: Giappone |

## Seconda Divisione
Il Campionato di Seconda Divisione si è svolto in due gironi all'italiana. Il Gruppo A ha giocato a Elektrėnai, in Lituania, fra il 13 e il 19 dicembre 2015. Il Gruppo B ha giocato a Novi Sad, in Serbia, fra il 17 e il 23 gennaio 2016:

### Gruppo A
| Pos. |               | PG | V | VOT | POT | P | GF | GS | DR  | Pt |
| 1.   | Ungheria      | 5  | 5 | 0   | 0   | 0 | 36 | 9  | +27 | 15 |
| 2.   | Lituania      | 5  | 3 | 1   | 0   | 1 | 18 | 16 | +2  | 11 |
| 3.   | Estonia       | 5  | 3 | 0   | 0   | 2 | 27 | 26 | +1  | 9  |
| 4.   | Croazia       | 5  | 2 | 0   | 0   | 3 | 13 | 21 | -8  | 6  |
| 5.   | Paesi Bassi   | 5  | 0 | 1   | 0   | 4 | 14 | 23 | -9  | 2  |
| 6.   | Corea del Sud | 5  | 0 | 0   | 2   | 3 | 15 | 28 | -13 | 2  |

| Promossa in Prima Divisione B: Ungheria | Retrocessa in Seconda Divisione B: Corea del Sud |

### Gruppo B
| Pos. |           | PG | V | VOT | POT | P | GF | GS | DR  | Pt |
| 1.   | Romania   | 5  | 4 | 1   | 0   | 0 | 37 | 14 | +23 | 14 |
| 2.   | Spagna    | 5  | 4 | 0   | 0   | 1 | 34 | 12 | +22 | 12 |
| 3.   | Serbia    | 5  | 3 | 0   | 1   | 1 | 34 | 9  | +25 | 10 |
| 4.   | Belgio    | 5  | 2 | 0   | 0   | 3 | 14 | 21 | -7  | 6  |
| 5.   | Australia | 5  | 1 | 0   | 0   | 4 | 11 | 35 | -24 | 3  |
| 6.   | Cina      | 5  | 0 | 0   | 0   | 5 | 6  | 45 | -39 | 0  |

| Promossa in Seconda Divisione A: Romania | Retrocessa in Terza Divisione: Cina |

## Terza Divisione
Il Campionato di Terza Divisione si è svolto in un unico girone all'italiana a Città del Messico, in Messico, fra il 15 e il 24 gennaio 2016.
| Pos. |               | PG | V | VOT | POT | P | GF | GS | DR  | Pt |
| 1.   | Messico       | 6  | 5 | 0   | 0   | 1 | 24 | 14 | +10 | 15 |
| 2.   | Bulgaria      | 6  | 4 | 0   | 0   | 2 | 18 | 13 | +5  | 12 |
| 3.   | Nuova Zelanda | 6  | 4 | 0   | 0   | 2 | 29 | 16 | +13 | 12 |
| 4.   | Israele       | 6  | 3 | 0   | 1   | 2 | 39 | 23 | +16 | 10 |
| 5.   | Islanda       | 6  | 2 | 1   | 0   | 3 | 24 | 21 | +3  | 8  |
| 6.   | Turchia       | 6  | 2 | 0   | 0   | 4 | 20 | 15 | +5  | 6  |
| 7.   | Sudafrica     | 6  | 0 | 0   | 0   | 6 | 7  | 59 | -52 | 0  |

| Promossa in Seconda Divisione B: Messico | Retrocessa dalla Seconda Divisione B: Cina |